# Mateusz Morawiecki
 Der er for få eller ingen kildehenvisninger i denne artikel, hvilket er et problem. Du kan hjælpe ved at angive troværdige kilder til de påstande, som fremføres i artiklen.

Mateusz Jakub Morawiecki (født 20. juni 1968 i Wrocław) er en polsk politiker, manager, bankmand, økonom, advokat og historiker.  Morawiecki var premierminister i Polen fra 11. december 2017 til 13. december 2023. Han har tidligere været stedfortrædende premierminister, udviklingsminister og finansminister i kabinettet under Beata Szydło, ligesom han har været formand for Bank Zachodni WBK fra 2007 til 2015.